# Darq
Darq (stilizzato in DARQ) è un videogioco a piattaforme-rompicapo sviluppato e pubblicato da Unfold Games per PlayStation 4, Xbox One, Microsoft Windows, Linux e Mac OS, pubblicato in anteprima il 5 agosto 2019. Il videogioco è stato confermato per l'utilizzo per PlayStation 5.

## Trama
Il protagonista del gioco è un bambino di nome Lloyd, che scopre di star sognando. Il suo sogno però si trasforma ben presto in un incubo, ed ogni tentativo di svegliarsi cadrà in fallimento. Mentre deve inevitabilmente esplorare i lati più oscuri del suo subconscio, Lloyd dovrà imparare a sopravvivere.

## Sviluppo
Il videogioco viene sviluppato e pubblicato da Unfold Games nel 2019, anno in cui viene trasmessa anche l'anteprima.